# 春日原駅

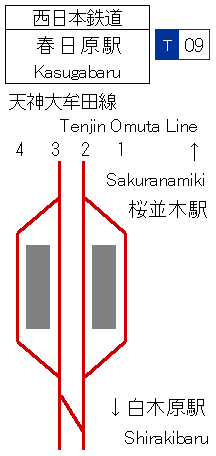
配線図

春日原駅（かすがばるえき）は、福岡県春日市春日原東町一丁目にある、西日本鉄道（西鉄）天神大牟田線の駅である。駅番号はT09。

## 歴史
- 1924年（大正13年）4月12日：開業。
- 1970年（昭和45年）5月2日：九州では初となる橋上駅に改築。
- 1983年（昭和58年）3月26日：急行停車駅となる（朝ラッシュ時上りに運転される8両編成の急行を除く）。
- 2001年（平成13年）1月20日：当駅を通過する8両編成の急行が快速急行に種別変更されたため、全ての急行が停車する駅となる。
- 2003年（平成15年）3月1日：バリアフリー化。
- 2008年（平成20年）5月18日：ICカードnimoca供用開始。
- 2017年（平成29年）2月1日：駅ナンバリングを導入[2]。
- 2018年（平成30年）2月24日：仮駅舎に切り替え供用開始[3]。
- 2022年（令和4年）8月28日：高架化[4]。
- 2024年（令和6年）
  - 3月16日：特急停車駅となる[5]。
  - 7月27日：高架駅舎の内装工事が完了したため、同日の始発より、改札を1階から2階に切り替え[6]。

2003年（平成15年）から福岡県・福岡市が主体となり、当駅を含む雑餉隈駅 - 下大利駅間を対象とする連続立体交差事業が進められており、当初は2021年（令和3年）3月末の高架化と、2022年（令和4年）3月末までの当該区間各駅の工事完了を予定して工事を進めていたが、2019年（令和元年）6月に当駅旧駅舎の基礎撤去作業を開始したところ、想定外のコンクリートと杭があるのが確認され、西鉄側は同年10月末に工期の変更が必要であるという理由で事業計画の変更を申し入れ、高架化の時期が2022年（令和4年）8月末に延期されていた。また、これに伴い、各駅の工事完了時期も遅れることとなり、当駅の工事は2024年（令和6年）11月末の完了を予定している。

## 駅構造
島式ホーム2面4線の高架駅である。朝夕には普通と特急および普通と急行の緩急接続が行われる。ホーム有効長は8両分ある。
1970年供用開始の九州初の橋上駅舎が長年にわたり使用されていたが、高架化工事の進展に伴い、2018年2月24日より仮駅舎に移行した。仮駅舎は東口側と西口側のそれぞれに改札口と事務室を設置する地上駅で、改札内は跨線橋で連絡していた。なお、2022年8月28日に高架ホームでの営業を開始した後も駅舎部の工事を継続するため、当面は地上駅時代の仮駅舎を使用し、引き続き新駅舎の建設を進めているが、高架駅舎の内装工事が完了したため、2024年7月27日始発より新駅舎の2階へ改札が移動する。
また、新駅舎の店舗施設群の名称は2024年7月に「レイリア春日原」と決定した。大橋駅（レイリア大橋）、久留米駅（レイリア久留米（2024年10月にエマックス・クルメから名称変更））に次ぐもので、2026年1月開業予定。
| 乗り場 | 路線          | 方向 | 行先                               | 備考   |
| ------ | ------------- | ---- | ---------------------------------- | ------ |
| 1      | ●天神大牟田線 | 下り | 二日市・太宰府・久留米・大牟田方面 | 待避線 |
| 2      | ●天神大牟田線 | 下り | 二日市・太宰府・久留米・大牟田方面 | 本線   |
| 3      | ●天神大牟田線 | 上り | 大橋・薬院・福岡（天神）方面       | 本線   |
| 4      | ●天神大牟田線 | 上り | 大橋・薬院・福岡（天神）方面       | 待避線 |

大牟田方面に渡り線があり、当駅折り返し列車の設定が可能である。電車の方向幕には「急行 春日原」、「普通 春日原」の設定があり2001年1月20日ダイヤ改正以前は平日の朝に、さらに1997年9月27日ダイヤ改正以前の休日の昼間には当駅折り返しの普通があったが、2001年1月20日ダイヤ改正以降は当駅折り返し列車はない。

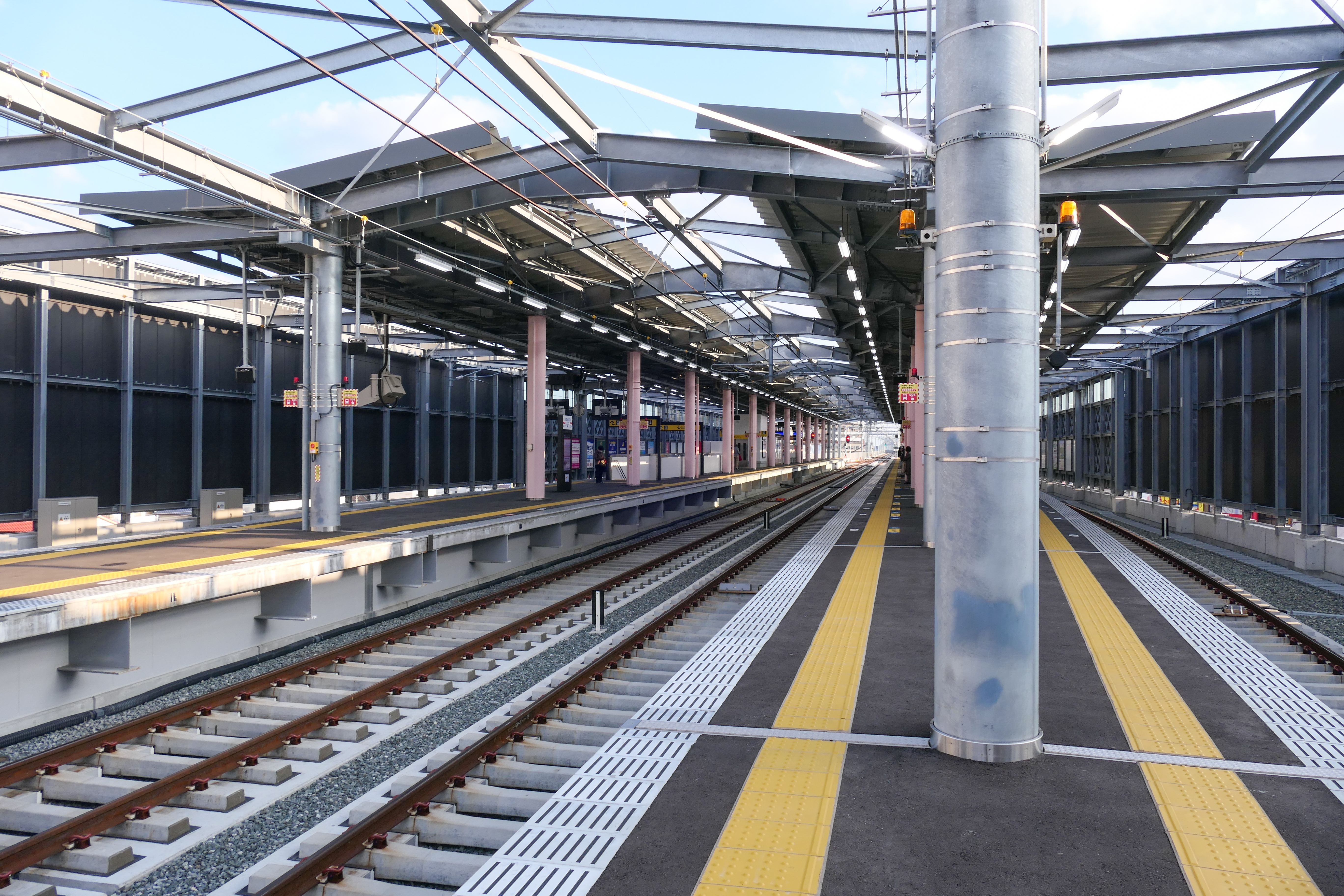
ホーム （2022年12月）
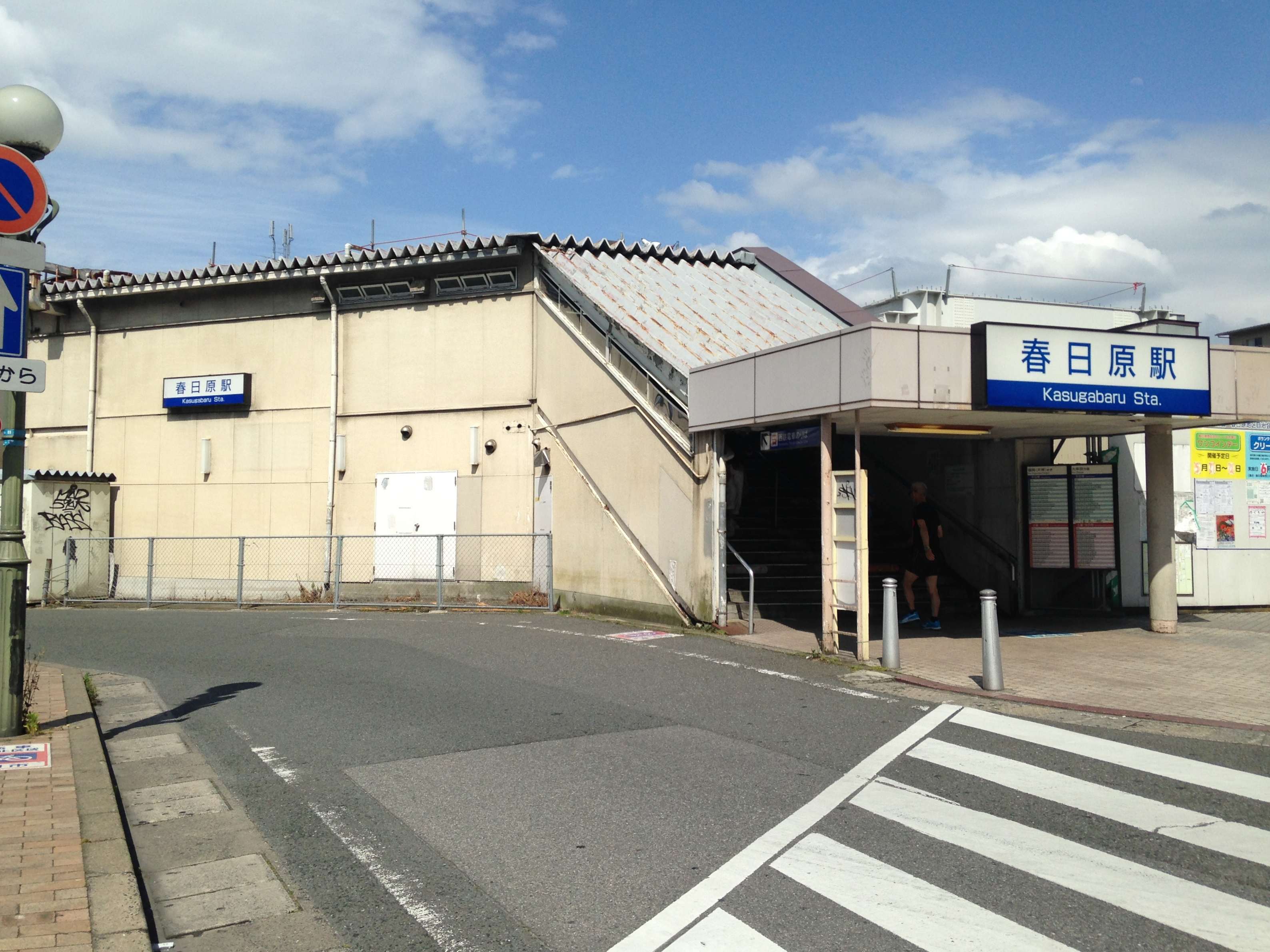
旧駅舎の西口 （2016年5月）
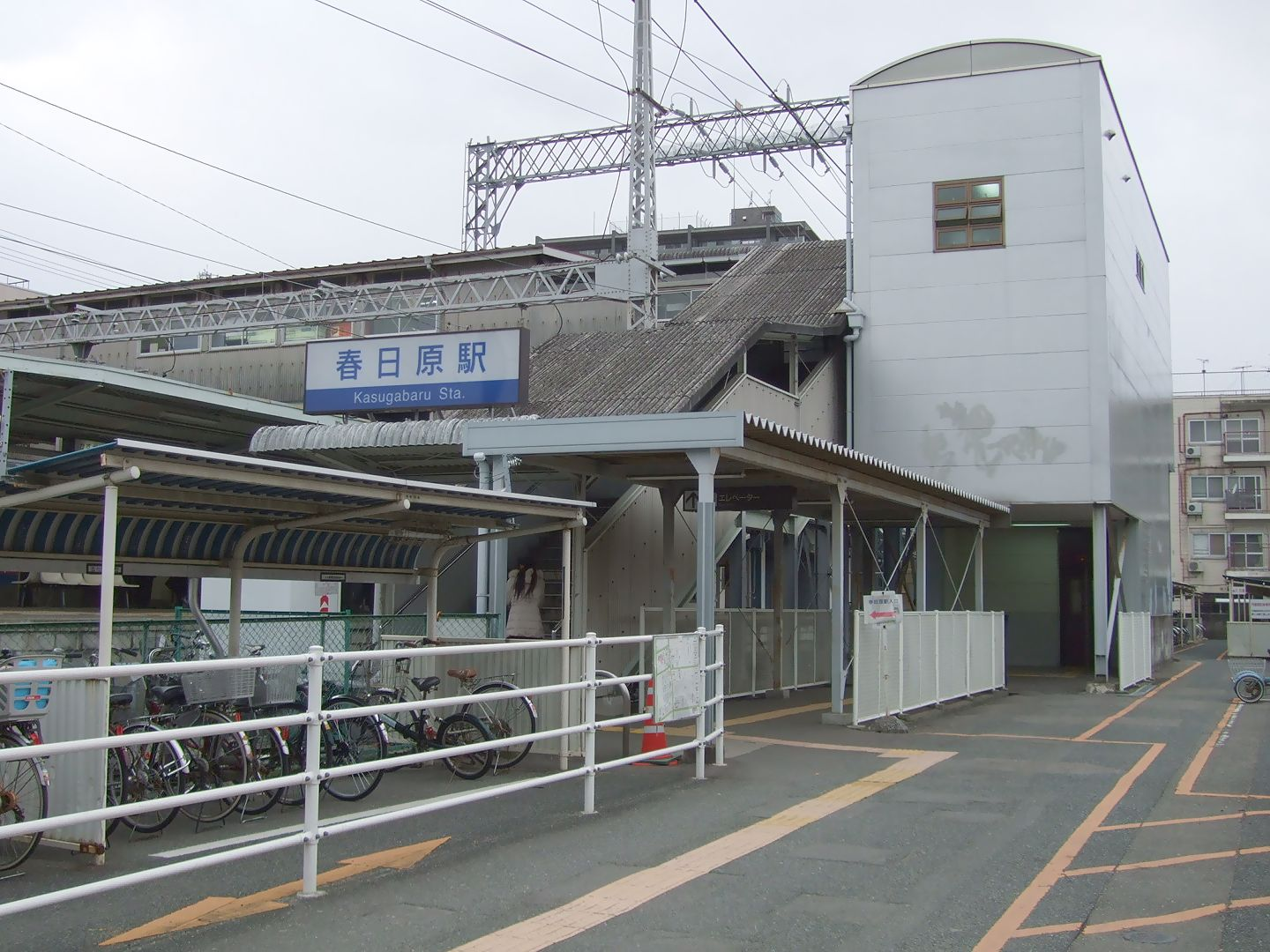
旧駅舎の東口 （2010年1月）
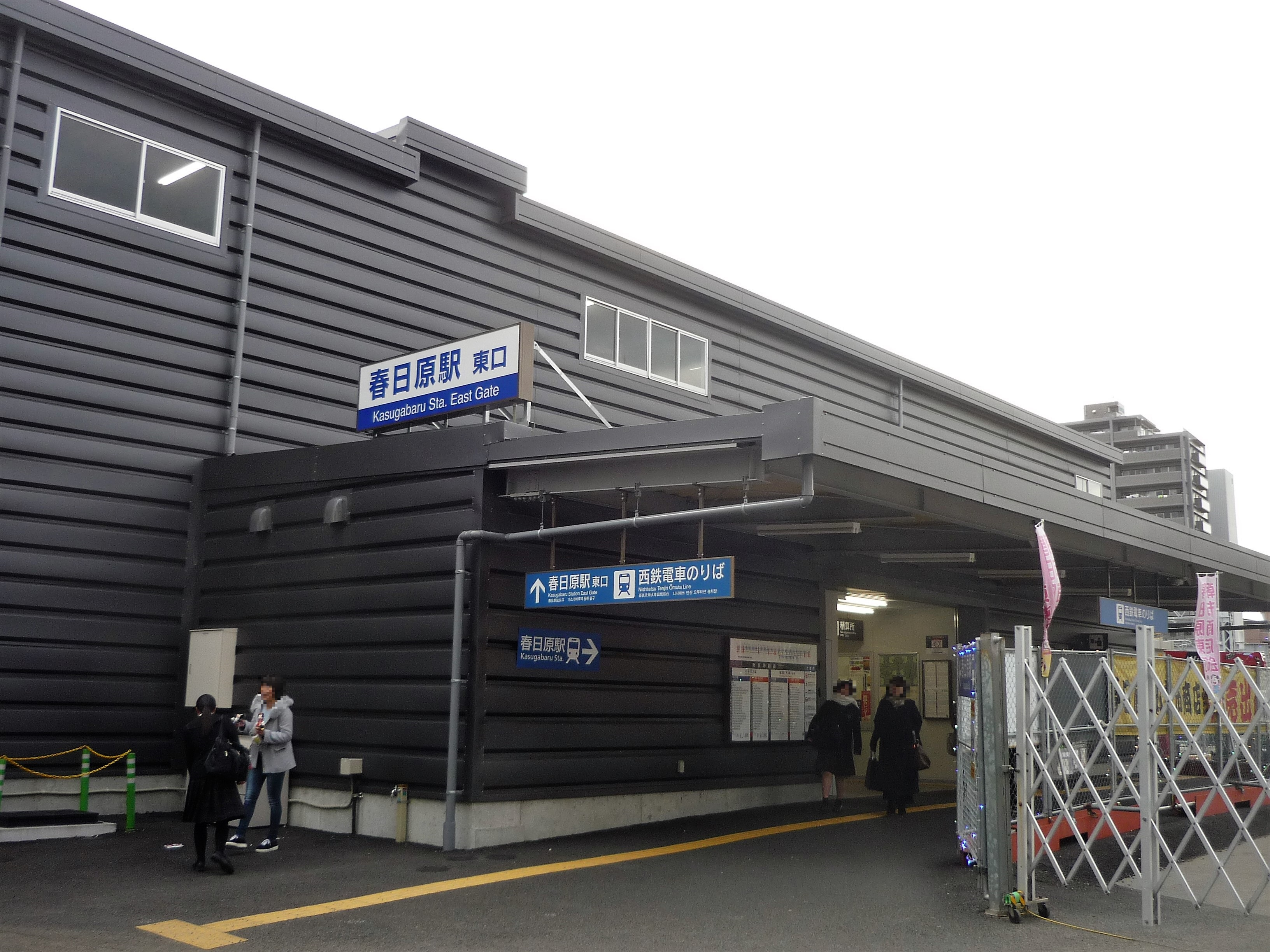
東口（仮駅舎） （2018年12月）
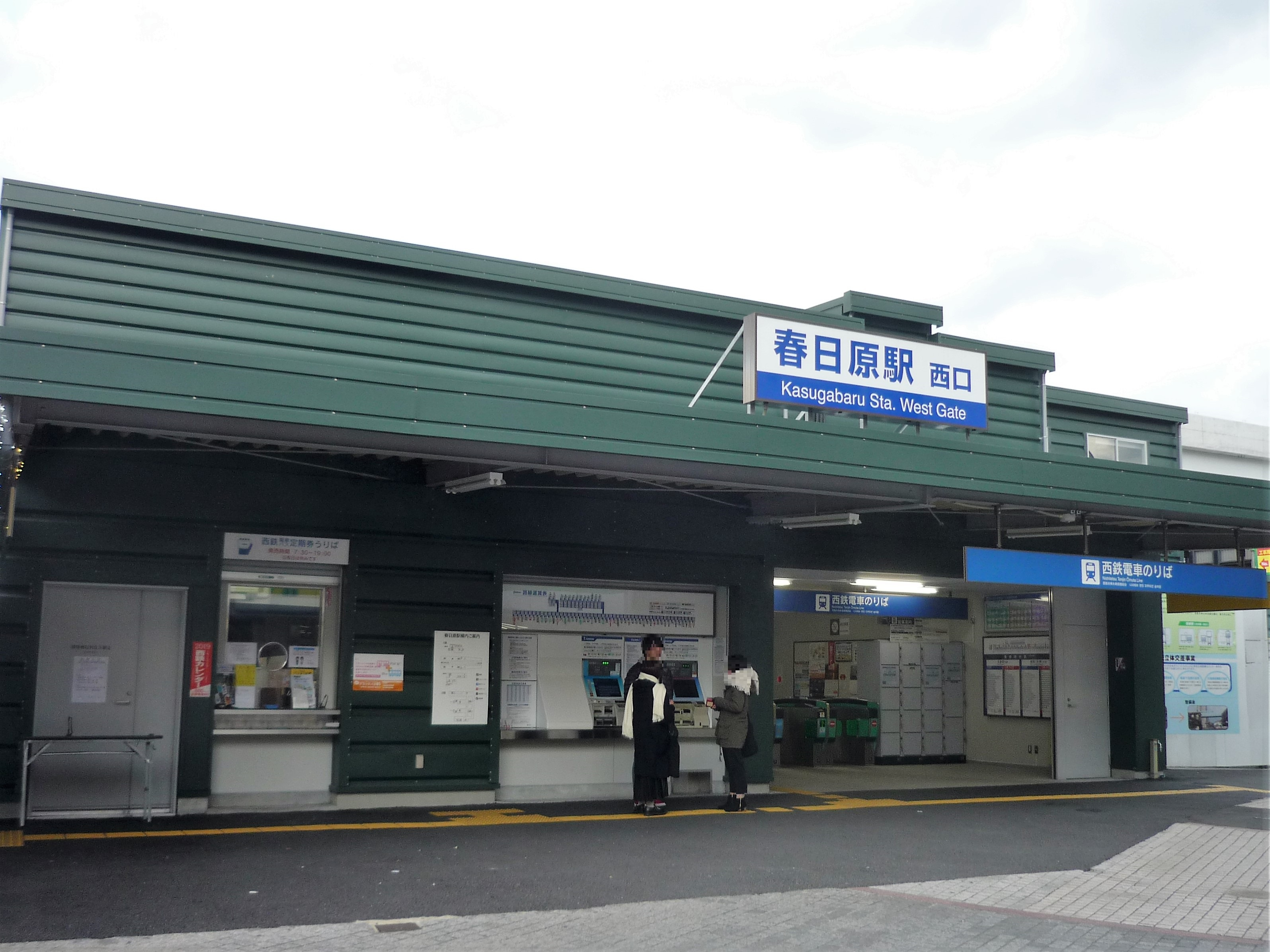
西口（仮駅舎） （2018年12月）

## 利用状況
2024年度の1日平均乗降人員は22,070人。西鉄の駅としては第6位であるが、2017年8月26日に大橋駅が特急停車駅に昇格した事で、当時の特急の停車しない駅では井尻駅に次いで利用者が多い駅となっているが、2024年（令和6年）3月16日より当駅は特急停車駅となった。（なお井尻駅は当駅と異なり急行も通過する）。
近年の1日平均乗降・乗車人員推移は下表のとおり。
| 年度               | 1日平均 乗車人員 | 1日平均 乗降人員 |
| ------------------ | ---------------- | ---------------- |
| 1995年（平成07年） |                  | 22,997           |
| 1996年（平成08年） | 11,701           | 23,064           |
| 1997年（平成09年） | 11,636           | 22,924           |
| 1998年（平成10年） | 11,282           | 22,183           |
| 1999年（平成11年） | 10,931           | 21,491           |
| 2000年（平成12年） | 10,616           | 20,915           |
| 2001年（平成13年） | 10,422           | 20,548           |
| 2002年（平成14年） | 10,215           | 20,109           |
| 2003年（平成15年） | 10,292           | 20,325           |
| 2004年（平成16年） | 9,970            | 19,727           |
| 2005年（平成17年） | 9,850            | 19,620           |
| 2006年（平成18年） | 9,877            | 19,796           |
| 2007年（平成19年） | 9,904            | 19,800           |
| 2008年（平成20年） | 9,926            | 20,017           |
| 2009年（平成21年） | 9,814            | 19,820           |
| 2010年（平成22年） | 9,935            | 20,096           |
| 2011年（平成23年） | 9,895            | 20,012           |
| 2012年（平成24年） | 10,022           | 20,255           |
| 2013年（平成25年） | 10,290           | 20,801           |
| 2014年（平成26年） | 10,038           | 20,276           |
| 2015年（平成27年） | 10,440           | 21,063           |
| 2016年（平成28年） | 10,477           | 21,148           |
| 2017年（平成29年） | 10,759           | 21,703           |
| 2018年（平成30年） | 10,923           | 22,063           |
| 2019年（令和元年） | 11,071           | 22,379           |
| 2020年（令和02年） |                  | 17,798           |
| 2021年（令和03年） |                  | 18,810           |
| 2022年（令和04年） |                  | 20,274           |
| 2023年（令和05年） |                  | 20,922           |
| 2024年（令和06年） |                  | 22,070           |

## 駅周辺
駅は春日市にあるが、駅から東側に200mほど歩けば大野城市に入る。
- 春日原変電所 -当駅からあまり離れていない大牟田側手前の上り線の線路沿いに存在。なお、下り線側の線路沿いには開業当時の九州鉄道時代から存在すると思われる鉄筋コンクリートの古い変電所建屋が現存する。

九州鉄道時代は第一変電所と呼ばれていた。
- 春日駅 - 九州旅客鉄道（JR九州）鹿児島本線 南西に500mほど。
- イオン大野城ショッピングセンター（イオン大野城店。旧大野城サティ）　東側400mほど。
  - ASBee
  - エステティックTBC
  - ABCマート
  - カーブス
  - カメラのキタムラ
  - QBハウス
  - サイゼリヤ
  - セリア
  - 十勝あんこのサザエ
  - バスキン・ロビンス
  - マクドナルド
  - ミスタードーナツ
  - 名菓 ひよ子
  - やよい軒
- サニー春日原店 北西210mほど。
- 大野城市役所　南東500mほど。
- 大野城まどかぴあ　南東600mほど。
- ロイヤルチェスター福岡 - 洋風の結婚式場　北東500mほど。
- 筒井の井戸 - 大野城市域内にある古井戸の遺構。県指定有形民俗文化財。北東600mほど。参照『筒井の井戸』。
- 恵比須神社 - 大野城市内にある、事代主神と火産霊神を祀る神社。参照『雑餉隈恵比須神社』。北東500mほど。

### バス路線
（路線は2021年3月13日現在）
- 西鉄バス二日市（JR春日駅、光町、春日神社、紅葉ヶ丘、大土居、若草、月の浦、天神山、博多南駅方面）
転回場が無いため、降車後系統を変更しての発車となる
- 春日市コミュニティバス「やよい」（春日市内、乗継により市内各地へ行く事ができる）

## 隣の駅
西日本鉄道
■天神大牟田線
■特急
大橋駅（T05） - 春日原駅（T09） - 西鉄二日市駅（T13）
■急行
大橋駅（T05） - 春日原駅（T09） - 下大利駅（T11）
■普通
桜並木駅（T08） - 春日原駅（T09） - 白木原駅（T10）